# Eccles cake
La Eccles cake è un dolce inglese composto da due strati circolari di pasta sfoglia racchiudenti un ripieno di ribes.

## Storia
La Eccles cake prende il nome dall'omonima città del Lancashire, e ha origini poco chiare. John Ayto ritiene che la Eccles cake fu ideata da Elizabeth Raffald, mentre altri sostengono che la prima persona a destinarla alla vendita fu James Birch nel 1793. Egli era proprietario di un negozio di Eccles collocato nel centro città, nell'angolo fra Vicarage Road e St Mary's Road (oggi Church Street).